# Unissex

Símbolo para banheiro unissex.

Unissex no mundo ocidental moderno e em algumas outras regiões do mundo refere-se a coisas (i.e. vestuário, penteados, etc.) que podem ser usados indistintamente por ambos os sexos.

## Etimologia
O termo foi criado na década de 1960 e é de uso informal. Embora o prefixo uni- provenha do latim unus significando "um", o termo parece ter sido influenciado por palavras tais como unidos e universal, significando que uni- tem o sentido de compartilhado. Neste sentido, pode ser definido como compartilhado por ambos os sexos.
Cabeleireiros e salões de beleza que servem tanto a homens quanto a mulheres são frequentemente citados como unissex. Isto também ocorre com outros serviços que tradicionalmente separam os sexos, tais como lojas de roupas e sanitários.